# Fujiwara no Michitaka
Fujiwara no Michitaka (953 - 12 de maig de 995) va ser un noble de la cort a mitjans del període Heian. Era el fill gran de Fujiwara no Kaneie, que era el regent i canceller del clan Fujiwara del Nord. Els seus rangs oficials eren Shonii, Regent, Kanpaku i Naidaijin.
Durant l'incident d'abdicació de l'emperador Kazan (incident de Kanwa), va estar actiu a la cort a instàncies del seu pare, Kaneie. Després que el seu nebot, l'emperador Ichijo, va ascendir al tron, va ser ascendit ràpidament. Va fer que la seva filla, Sadashi, entrés a la cort imperial com a consort, i més tard la convertirà en emperadriu. Quan el seu pare Kaneie va morir, el va succeir com a regent. Va dirigir el govern de la Cort Imperial, però va morir de malaltia després de només uns cinc anys.

## Biografia
El seu pare, Kaneie, va enviar la germana de Michitaka, Senshi, a l'emperador En'yu com a consort, i Senshi va donar a llum al príncep Kanehito (més tard emperador Ichijo). A més, la seva germana plena, Choko, es va convertir en la consort de l'emperador Reizei i va donar a llum al príncep imperial Itsada (més tard emperador Sanjo).
L'agost de 984, quan l'emperador Enyu va abdicar a favor de l'emperador Kazan, Michitaka va rebre el rang de tercer rang i va ser nomenat Gondaibu del príncep hereu (Gondaibu del príncep hereu) al príncep imperial Yasuhito, que es va convertir en el príncep hereu. L'avi matern de l'emperador Kazan era el germà difunt de Kaneie, Koretada, i el fill de Koretada, Gon Chunagon Yoshikane, era el seu oncle matern i va ajudar l'emperador, Yoshikane, que estava relacionat per matrimoni amb l'emperador Kazan, era una amenaça, i per aquesta raó Kaneie desitjava molt que el seu net, el príncep imperial Yoshihito, pugés al tron el més aviat possible.
L'any 986, Kaneie va idear un pla per enganyar a l'emperador Kazan, que estava abatut després de perdre la seva concubina favorita, fent que el seu tercer fill Michikane el tragués del Palau Imperial a un temple i l'enganyés perquè es convertís en monjo. Mentre l'emperador no havia marxat i la cort imperial estava esvalotada, en Michitaka i el seu germà petit Michitsuna es van encarregar de transportar el segell i l'espasa sagrats al palau de Togu. Aleshores, el príncep Yasuhito va ascendir ràpidament al tron (emperador Ichijo). L'avi matern de l'emperador Ichijo, Kaneie, es va convertir en regent, i el seu fill gran, Michitaka, va ser ascendit a l'instant de Chunagon provincial de tercer rang a Dainagon provincial de segon rang. El febrer de 989 va esdevenir ministre de l'Interior. Sembla que Michitaka no desitjava ascendir més en el rang oficial, i durant aquest temps, l'octubre de 987, tot i que hauria d'haver estat ascendit al primer rang júnior, va renunciar-hi per tal que el seu fill gran, Korechika, li atorgués el rang de cinquè rang júnior.
Al gener del segon any de l'era Eijo (990), Michitaka va fer que la seva filla gran, Sadashi, entrés a la Cort Imperial com a consort de l'emperador Ichijo. El maig del mateix any, quan Kaneie va renunciar al seu càrrec de regent per malaltia, va esdevenir regent en el seu lloc i després regent. Al juliol, el seu pare, Kaneie, mor.
Segons fonts com "Kojidan", Kaneie va consultar amb els seus ajudants de confiança Fujiwara no Arikuni (més tard Fujiwara no Arikuni), Taira no Korenaka i Tama no Kunihira sobre quin fill havia de triar com a successor. Zaikun va triar el seu valent tercer fill, Michikane, com el candidat més adequat. D'altra banda, Korenaka i Kunihira van donar suport al seu fill gran, Michitaka, basant-se en l'ordre de descendència legítima. Al final, Michitaka es va convertir en el successor, però quan Michitaka va sentir parlar d'això, va odiar a Zaikoku amb un fort odi, i tan bon punt es va convertir en el regent, immediatament va treure els càrrecs de Zaikoku i el seu fill. A l'octubre, Sadashi va ser nomenada emperadriu. El 991, va renunciar al seu càrrec de ministre de l'Interior i el va lliurar a Michikane. Va tornar a ser regent el 22 d'abril de 993. El gener del 6è any de l'era Shoryaku (995), va fer de la seva segona filla, Haruto, l'esposa del príncep hereu Koremasa, i va reforçar la seva política d'harem.
No obstant això, poc després, Michitaka va caure malalt, i el 9 de març de 995, va demanar a l'emperador Ichijo que nomenés el seu fill gran, el ministre de l'Interior, Korechika, com a Naikan i li confiés els assumptes governamentals com a successor, però només se li va permetre servir com a Naikan mentre estava malalt, i no se li va permetre cedir el càrrec de Kanpa. El 3 d'abril va renunciar al seu càrrec de regent i va tornar a demanar que Ise fos regent, però això no li va ser concedit. Es va fer monjo el dia 6 i va morir el dia 10. Va morir als 43 anys. La causa de la seva mort no va ser una epidèmia, que va ser desenfrenada en aquells moments i va acabar amb la vida de molts aristòcrates, sinó un empitjorament de la malaltia de l'alcohol (diabetis) causada per un consum excessiu d'alcohol, que es va produir al mateix temps.

## Després de la mort
Després de la mort de Michitaka, el seu germà petit Michikane es va convertir en el regent, contràriament a la seva voluntat, i la família Nakakanpaku va començar a declinar ràpidament. Michikane va morir poc després de Michitaka, però el seu altre germà Michinaga va ser nomenat inspector general, i Korechika es va oposar a això, donant lloc a una disputa que va provocar la caiguda de Korechika (l'incident de Chotoku), i després la família Nakakanpaku mai més va tenir un paper central en la política.
Potser per aquests motius, Michinaga i el seu fill gran, Yorimichi, temien l'esperit venjatiu de Michitaka. L'any 1029, quan Yorimichi va emmalaltir al palau d'Higashisanjo, un onmyoji (un endeví que va exorcitzar la seva maldat) li va dir que aquest era el lloc on Michitaka havia mort i que la seva malaltia era causada pel seu esperit malvat. Esperit per sotmetre la malaltia.

## Persona
Segons "Okagura" i "The Pillow Book", Michitaka era una persona alegre a la qual li agradava fer broma, però també era un gran bevedor i tenia un costat rebel ("fuki" = esperit lliure). L'"Okagami" explica la història de Fujiwara no Saitoki i Asamitsu com a amics bevents, i de Michitaka i d'altres que s'emborratxaven i exposaven els seus caps en públic sense els seus barrets d'eboshi posats {nota 1}, i d'ell se li va aconsellar que cantava sutres abans de la seva mort, però estava content de retrobar-se amb els seus companys de begudes (Asamitsu en Saitoki i Paradise). D'altra banda, no només era guapo, sinó que també tenia un cor generós i considerava els altres, i quan el cap de la Cambrela, Minamoto no Toshikata, va arribar a transmetre el seu decret just abans de la seva mort, es diu que mai havia oblidat les seves excel·lents maneres i que les comentaria durant molt de temps.

## Carrera oficial
- 4t any de Kōhō (967) 11 d'octubre: Ascens a Cinquè Grau Júnior. Novembre: Permès ascendir al palau.
- 5è any de Kōhō (968) 13 de gener: nomenat camarlenc. 18 de desembre: nomenat Sahyoe no Samurai.
- Tenroku 2 (971) 15 de desembre: transferit a Uemonnosuke.
- Tenen 1 (973) 7 de gener: Ascens a Cinquè Grau Júnior.
- Ten'en 2 (974) 8 de gener: nomenat tresorer. 7 de febrer: també serveix com a Iyo Gonsuke. 11 d'octubre: transferit al general de divisió de la Guàrdia d'Esquerra.
- Ten'en 3 (975) 7 de gener: Ascens a Cinquè Grau Júnior.
- Primer any de l'era Teigen (976) 28 de gener: nomenat Bingo Gonsuke.
- 977 (2n any de l'era Teigen) 7 de gener: Ascens a quart rang júnior. Gener: nomenat governador de Bitchu. Va ser destituït del seu càrrec de general de comandament de la Guàrdia d'Esquerra. Se li permet pujar al tron.
- Primer any de Tengen (978) 17 d'octubre: Ascendit a Tinent General de la Guàrdia Dreta.
- Tengen 2 (979) 29 de gener: També exerceix com a governador de Bitchu.
- Tengen 4 (981) 7 de gener: Ascens a quart rang júnior.
- Tengen 5 (982) 7 de gener: Ascens a quart rang júnior.
- Eikan 2 (984) 7 de gener: Ascens a Tercer Grau Júnior. El mateix que Moto, el Capità Mitjà Dret de la Guàrdia. 27 d'agost: També va exercir com a príncep hereu Gon no Daibu (el príncep hereu en aquell moment era el príncep Yasuhito).
- 986 (2n any de Kanwa) 23 de juny: el príncep hereu Gondaibu és abolit, 5 de juliol: transferit a Gon Chunagon i al mateix temps va servir com a assistent del palau de l'emperadriu vídua (l'emperadriu vídua en aquell moment era Fujiwara no Senshi). El mateix que Moto, el Capità Mitjà Dret de la Guàrdia. 9 de juliol: Ascens a Shosanmi. El mateix que Moto, el Capità Mitjà Dret de la Guàrdia. 13 de juliol: deixa el seu càrrec de tinent general de la Guàrdia Dreta 20 de juliol: Ascens a Gon Dainagon. 22 de juliol: Ascens a Segon Grau Júnior. 27 de juliol: Ascens a Shonii.
- 989 (3r any d'Eien) 23 de febrer: Ascendit a ministre de l'Interior. 13 de juliol: També serveix com a comandant esquerre de la Guàrdia Imperial.
- 2n any del regnat de Yeongjo (990) 8 de maig: proclamat regent. El General Esquerra de la Guàrdia és Motono. 13 de maig: proclamat cap del clan Fujiwara. 26 de maig: Dimiteix i es fa regent. El General Esquerra de la Guàrdia és Motono. 30 de maig: dimiteix del càrrec de comandant en cap d'esquerra de la Guàrdia Imperial.
- Any 2 de Shoreki (991) 14 de juliol: Dimiteix com a ministre de l'Interior.
- Any 4 de Shoreki (993) 22 d'abril: Regent deixa d'existir i es converteix en canceller.
- Primer any de l'era Chotoku (995) 3 d'abril: dimiteix com a canceller i cap del clan Fujiwara. 6 d'abril: es fa monjo. 10 d'abril: Mort. Va morir als 43 anys.

## Genealogia
Va tenir el seu primer fill, Gon Dainagon Michiyori, amb la filla de Yamashiro no Kami Fujiwara no Morihito, però Michitaka va afavorir els seus fills i filles que li van néixer amb Takako (filla de Takanaishi Takashina no Shigetada i mare de Gido Sannosuke), inclòs el ministre de l'Interior Korechika, Ryuen Da Emisozu, la línia legítima de Gongon Da Emisozu. Es creu que això es deu en gran part al fet que Takako va donar a llum quatre filles, inclosa Sadashi, que es van convertir en "emperadrius" (candidates a emperadriu). Entre els descendents de Takaie, les famílies Minase i Bomon van ser classificades com a famílies nobles de la cort. La família Bomon es va extingir durant el període Muromachi, però la família Minase, incloses les seves branques, va continuar produint cinc branques de la família Urin fins a la Restauració Meiji, i cada branca va ser classificada com a vescomte.
Saigo Takamori també va afirmar que era un descendent de la branca Takaie del clan Kikuchi, i es creu que el personatge comú de la família Saigo "Taka" prové de Michitaka.
- Pare: Fujiwara Kaneie
- Mare: Fujiwara no Tokihime - filla de Fujiwara no Nakamasa
- Esposa: Takashina Takako (?-996) - filla de Takashina Shigetada
  - Tercer fill: Fujiwara no Ise (974-1010)
  - Filla gran: Fujiwara no Teiko (977-1000) - Emperadriu de l'emperador Ichijo
  - Quart fill: Fujiwara Takaie (979-1044)
  - Segona filla: Fujiwara no Haruto (980?-1002) - Emperadriu de l'emperador Sanjo
  - Home: Ryuen (980-1015) - Sacerdot en cap del temple Enryaku-ji , sobrenom: Komatsu Sozu
  - Tercera filla: Fujiwara Yoriko (la tercera dama) - princesa del príncep Atsumichi, fill de l'emperador Reizei
  - Quarta filla: mare de l'emperador Ichijo (985?-1002)
- Esposa: Filla de Fujiwara no Morihito (?-988)
  - Fill gran: Fujiwara no Michiyori (971-995) - fill adoptiu de Fujiwara no Kaneie
- Esposa: Filla d'Iyo no Kami Hoso
  - Home: Fujiwara no Shuka (?-1038)
  - Home: Fujiwara no Chikayori (?-1019)
- Esposa: filla de Fujiwara Kuniaki - una concubina de Fujiwara Kaneie i un company
  - Cinquena filla: Lady Fujiwara no Kenshi
- Esposa: Tachibana Kiyoko (Tachibana no Naishi)[2] - filla de Tachibana Yoshifuru
  - Nen: Fujiwara Yoshichika
- Esposa: Desconeguda
  - Segon fill: Fujiwara no Yorichika (972-1010)
  - Dona: dona de Taira no Shigeyoshi

## Títols relacionats
Drama televisiu

- "To You Who Shines" (2024, drama de NHK Taiga, interpretat per Arata Iura)